# Liste der Baudenkmäler in Neufahrn bei Freising

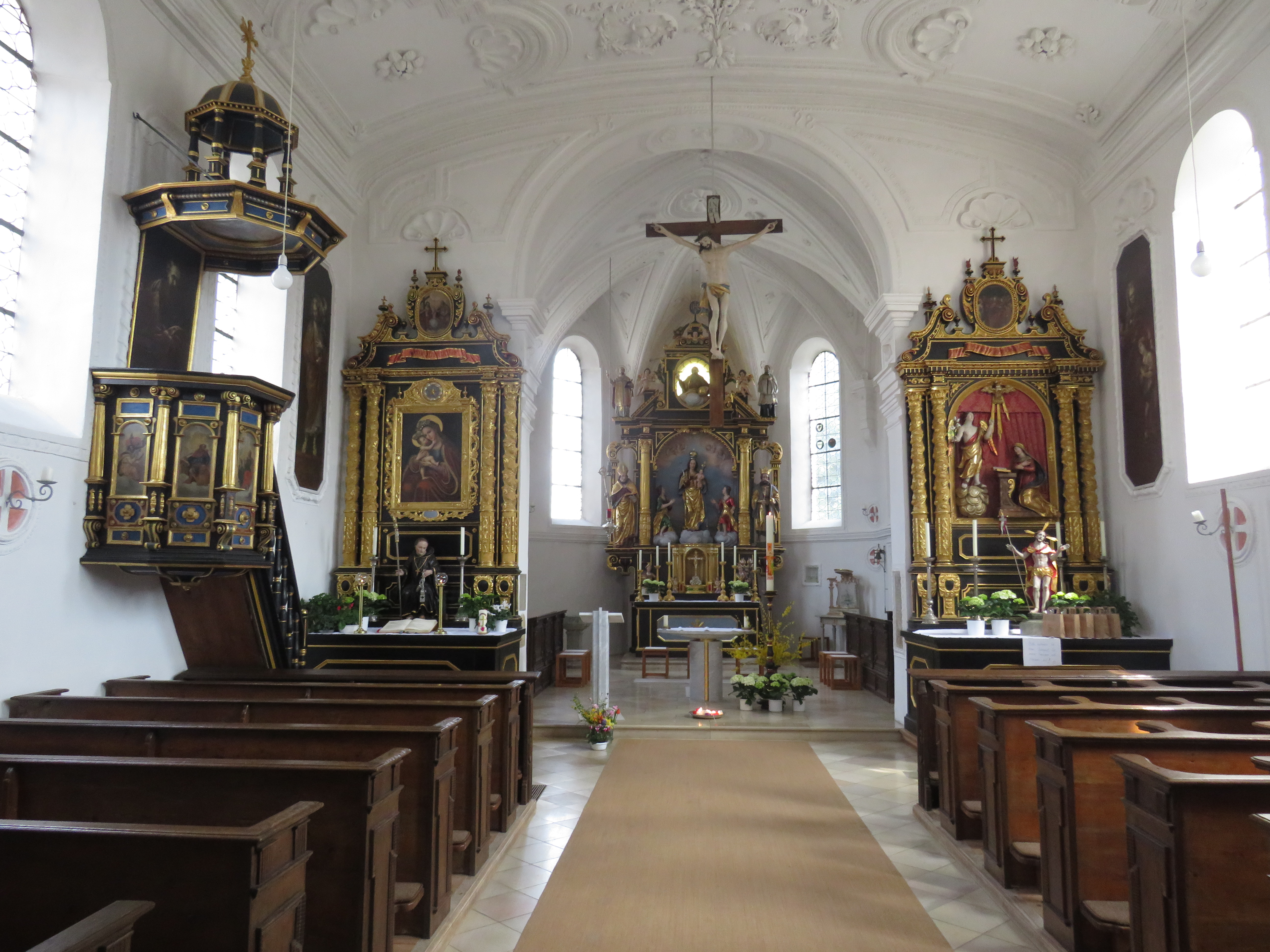
Innenraum von Mariä Heimsuchung in Massenhausen

Auf dieser Seite sind die Baudenkmäler in der oberbayerischen Gemeinde Neufahrn bei Freising zusammengestellt. Diese Tabelle ist eine Teilliste der Liste der Baudenkmäler in Bayern. Grundlage ist die Bayerische Denkmalliste, die auf Basis des Bayerischen Denkmalschutzgesetzes vom 1. Oktober 1973 erstmals erstellt wurde und seither durch das Bayerische Landesamt für Denkmalpflege geführt wird. Die folgenden Angaben ersetzen nicht die rechtsverbindliche Auskunft der Denkmalschutzbehörde.

## Baudenkmäler nach Gemeindeteilen

### Neufahrn
| Lage                               | Objekt                                                        | Beschreibung | Akten-Nr.     | Bild                                                        |
| ---------------------------------- | ------------------------------------------------------------- | --- | ------------- | ----------------------------------------------------------- |
| Dietersheimer Straße (Standort)    | Alte katholische Pfarrkirche Heilig Kreuz und St. Wilgefortis | Spätgotischer Saalbau mit stark eingezogenem Polygonalchor, Westturm des 14. Jahrhunderts und angefügter Sakristei mit Florianskapelle, 2. Hälfte 15. Jahrhundert, barockisiert 1715; mit Ausstattung | D-1-78-145-1  | weitere Bilder                                              |
| Dietersheimer Straße 21 (Standort) | Ehemalige Leonhardskapelle und Mesnerhaus, jetzt profaniert   | Zweigeschossiger Putzbau mit Walmdach und Traufgesims, Keller des ehemaligen Karners 16. Jahrhundert, um 1700 Aufstockung, 1803 Umbau zum Schulhaus und 1857 Verlängerung um eine Achse nach Süden; der Dachstuhl und das oberste Stockwerk wurden bei einem Brand im September 2015 fast vollständig zerstört. | D-1-78-145-3  | Ehemalige Leonhardskapelle und Mesnerhaus, jetzt profaniert |
| Echinger Straße 1 (Standort)       | Mörtelplastik                                                 | Plastik Bierfuhrwerk an der Hausfassade des Hotels, um 1890 | D-1-78-145-4  | Mörtelplastik                                               |
| Lutherweg 1 (Standort)             | Evangelisch-Lutherische Auferstehungskirche                   | Zeltdachbau von Olaf Andreas Gulbransson, errichtet 1959–1961 | D-1-78-145-17 | weitere Bilder                                              |

### Fürholzen
| Lage                             | Objekt                                                            | Beschreibung | Akten-Nr.    | Bild                                                              |
| -------------------------------- | ----------------------------------------------------------------- | --- | ------------ | ----------------------------------------------------------------- |
| Hetzenhauser Straße 6 (Standort) | Wohnteil des Parallelhofes                                        | Erdgeschossiger Massivbau mit einhüftigem Greddach, 2. Viertel 19. Jahrhundert                                                                                             | D-1-78-145-6 | Wohnteil des Parallelhofes                                        |
| Hetzenhauser Straße 7 (Standort) | Katholische Pfarrkirche St. Stephanus                             | Barocker kreuzförmiger Zentralbau mit eingezogener Apsis und angefügter Sakristei, von Dominikus Gläsl 1723 errichtet; mit Ausstattung                                     | D-1-78-145-5 | weitere Bilder                                                    |
| Hetzenhauser Straße 8 (Standort) | Pfarrhaus                                                         | Zweigeschossiger Walmdachbau mit Risalit und rundem Ecktürmchen, neubarock, bezeichnet mit 1904 Remise, angefügter hakenförmiger Putzbau mit Krüppelwalmdach, gleichzeitig | D-1-78-145-7 | Pfarrhaus                                                         |
| Kapellenstraße 6 (Standort)      | Gedächtnis- und Wegkapelle am ehemaligen Standort der Pfarrkirche | Kleiner Putzbau mit Traufband und Mariengrotte, um 1830 | D-1-78-145-8 | Gedächtnis- und Wegkapelle am ehemaligen Standort der Pfarrkirche |

### Giggenhausen
| Lage                    | Objekt                                 | Beschreibung | Akten-Nr.    | Bild           |
| ----------------------- | -------------------------------------- | --- | ------------ | -------------- |
| Kirchgasse 6 (Standort) | Katholische Filialkirche St. Stephanus | im Kern spätromanische Chorturmkirche mit Langhaus, eingezogenem gerade schließendem Chor und angefügter Sakristei, 13. Jahrhundert, im 18. Jahrhundert ausgebaut und 1844 erweitert; mit Ausstattung | D-1-78-145-9 | weitere Bilder |

### Hetzenhausen
| Lage                     | Objekt                              | Beschreibung | Akten-Nr.     | Bild           |
| ------------------------ | ----------------------------------- | --- | ------------- | -------------- |
| Kirchstraße 2 (Standort) | Katholische Filialkirche St. Martin | Kleiner im Kern romanischer Chorturmbau mit eingezogenem Polygonalchor und angefügter Sakristei, erbaut 1. Hälfte 13. Jahrhundert, um 1685 barockisiert; mit Ausstattung | D-1-78-145-10 | weitere Bilder |

### Massenhausen
| Lage                            | Objekt                                    | Beschreibung | Akten-Nr.     | Bild           |
| ------------------------------- | ----------------------------------------- | --- | ------------- | -------------- |
| Obere Hauptstraße 10 (Standort) | Katholische Pfarrkirche Mariä Heimsuchung | Gotischer Saalbau mit leicht eingezogenem Polygonalchor und Westturm, im Kern 14./15. Jahrhundert, Ausbau und Barockisierung im letzten Viertel 17. Jahrhundert; mit Ausstattung Friedhof und Friedhofsmauer | D-1-78-145-11 | weitere Bilder |

### Mintraching
| Lage                       | Objekt                                 | Beschreibung | Akten-Nr.     | Bild           |
| -------------------------- | -------------------------------------- | --- | ------------- | -------------- |
| Dorfstraße 17 (Standort)   | Häuschen mit Mansardwalmdach           | Wohl ehemaliges Backhaus, 18. Jahrhundert. Im Garten des Anwesens | D-1-78-145-13 | weitere Bilder |
| Kirchenstraße 1 (Standort) | Katholische Filialkirche St. Margareth | Spätgotischer Saalbau mit leicht eingezogenem Polygonalchor, Westturm mit Zwiebelhaube und angefügter Sakristei, nach Einsturz 1750 weitestgehend erneuert; mit Ausstattung Mit Friedhofsmauer | D-1-78-145-15 | weitere Bilder |

### Moosmühle
| Lage                                       | Objekt  | Beschreibung | Akten-Nr.     | Bild           |
| ------------------------------------------ | ------- | --- | ------------- | -------------- |
| am Mieskanal, nahe dem Petrihof (Standort) | Kapelle | Moderner Saalbau mit offener Vorhalle und Dachreiter, Walmdach verschindelt, bezeichnet mit 1934; mit Ausstattung | D-1-78-145-12 | weitere Bilder |

## Ehemalige Baudenkmäler
In diesem Abschnitt sind Objekte aufgeführt, die früher einmal in der Denkmalliste eingetragen waren, jetzt aber nicht mehr. Objekte, die in anderem Zusammenhang also z. B. als Teil eines Baudenkmals weiter eingetragen sind, sollen hier nicht aufgeführt werden. Aktennummern in diesem Abschnitt sind ehemalige, jetzt nicht mehr gültige Aktennummern.

| Lage                                       | Objekt     | Beschreibung                                                                                        | Akten-Nr. | Bild |
| ------------------------------------------ | ---------- | --------------------------------------------------------------------------------------------------- | --------- | ---- |
| Mintraching Neufahrner Straße 2 (Standort) | Bauernhaus | Erdgeschossig, mit Putzbandgliederungen, zum Teil Blockbauwände, mit Stüberlvorbau, 18. Jahrhundert |           | BW   |

## Abgegangene Baudenkmäler
In diesem Abschnitt sind Objekte aufgeführt, die früher einmal in der Denkmalliste eingetragen waren, jetzt aber nicht mehr existieren, z. B. weil sie abgebrochen wurden. Aktennummern in diesem Abschnitt sind ehemalige, jetzt nicht mehr gültige Aktennummern.

| Lage                                        | Objekt                | Beschreibung                                                                                     | Akten-Nr.    | Bild            |
| ------------------------------------------- | --------------------- | ------------------------------------------------------------------------------------------------ | ------------ | --------------- |
| Neufahrn Dietersheimer Straße 12 (Standort) | Kleinbauernhaus       | Erdgeschossig, mit Stüberlvorbau, erstes Drittel 19. Jahrhundert. Durch Neubau (Bild) ersetzt.   | D-1-78-145-2 | Kleinbauernhaus |
| Mintraching Isarweg 3 (Standort)            | Ehemaliges Bauernhaus | Erdgeschossig, Mittertennbau, mit „Froschmaul“-Tenneneinfahrt, wohl erste Hälfte 19. Jahrhundert |              | BW              |